# Hastings Mill

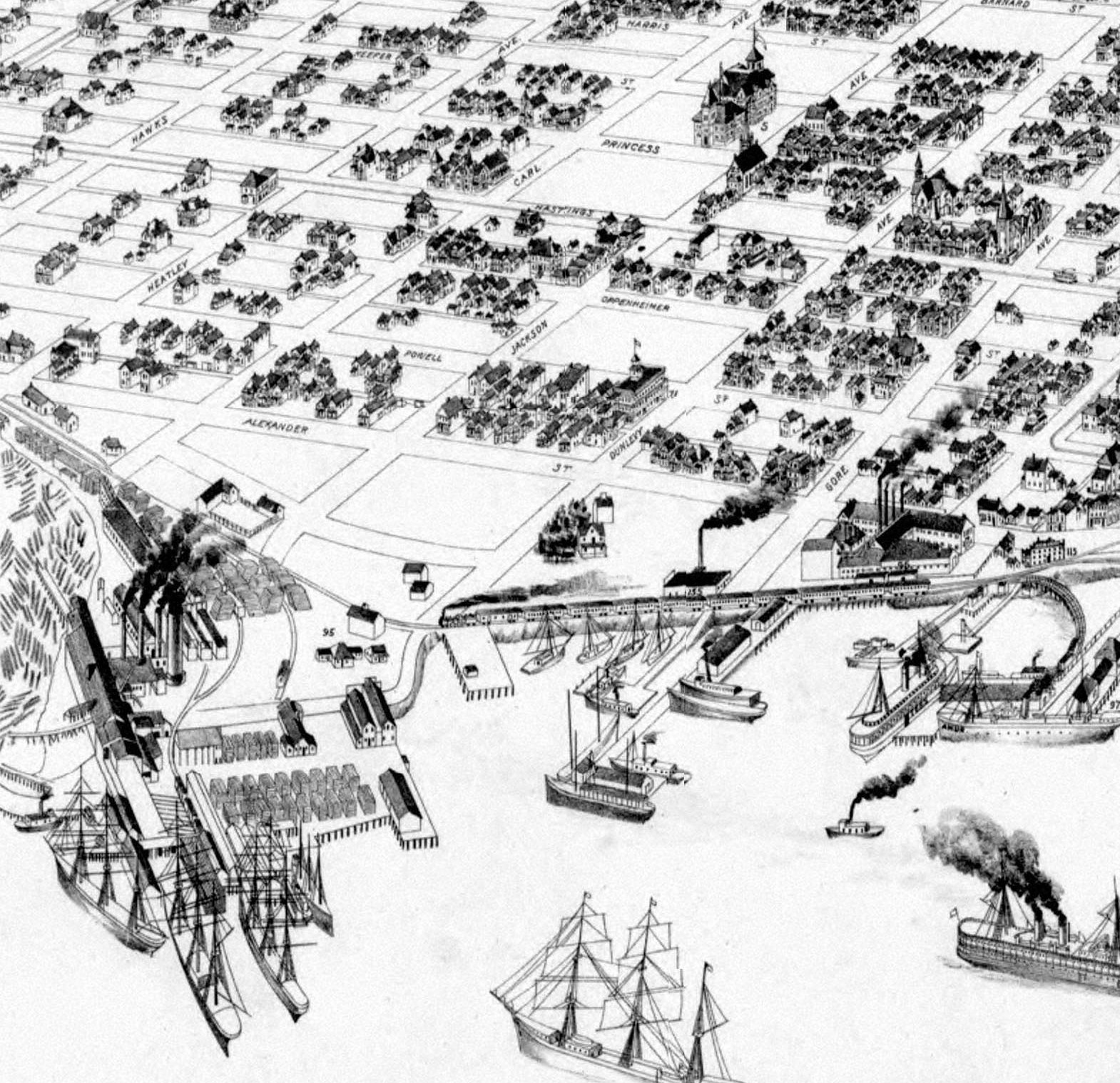
Hastings Mill, detalle

Hastings Mills era un aserradero ubicado en la costa sur de Burrard Inlet y fue el punto original alrededor del cual se desarrolló la ciudad de Vancouver.
En junio de 1867, el capitán Edward Stamp abrió el aserradero Stamp Mill en el lugar donde nace la actual Dunlevy Street. Stamp perdió, sin embargo, la propiedad de este aserradero al pelearse con sus inversionistas ingleses, después de lo cual el nombre del lugar fue cambiado. La compañía de Hastings Mills fue creciendo y constituyó en un principio el núcleo de la economía y la vida local; la gente hacía sus compras en el almacén de Hastings Mills y mandaba a sus hijos a la escuela de Hastings Mills. No obstante, esto cambiaría cuando el Canadian Pacific Railway escogiera a Vancouver como el término para su línea ferroviaria transcontinental. Aun así, Hastings Mill fue “el núcleo alrededor del cual la ciudad de Vancouver creció en la década de 1880” y continuó siendo económicamente importante hasta que cerró en los años 1920. El edificio en el que se encontraba el almacén de Hastings Mill fue transportado en barcaza hasta Alma Street para cumplir una nueva función como Museo del Viejo Almacén de Hastings Mill. Ésta fue la única estructura que sobrevivió el incendio de 1886 y fue utilizada como hospital y morgue para las víctimas.